# Куч (Нямц)
Куч (рум. Cuci) — село у повіті Нямц в Румунії. Входить до складу комуни Бозієнь.
Село розташоване на відстані 279 км на північ від Бухареста, 63 км на схід від П'ятра-Нямца, 47 км на південний захід від Ясс.

## Населення
За даними перепису населення 2002 року у селі проживала 951 особа, усі — румуни. Усі жителі села рідною мовою назвали румунську.